# Jindřich Hartl
Jindřich Hartl, a l'estranger va prendre el nom de Dobromil Tvrdovič (30 d'abril de 1856, Stará Paka - 11 de setembre de 1900, Kikinda, Sèrbia) fou un organista txec, compositor i director d'orquestra.
Estudià en el Conservatori de Praga, i actuà com a director d'orquestra i en diversos teatres txecs. Més tard fou mestre de capella i professor de cant i música a Hongria.
Se li deuen dues òperes, 10 operetes, peces melodramàtiques, quartets de corda, 5 misses, diversos lieders i ballables. Algunes de les seves composicions rebel·len notable inspiració i habilitat tècnica.